# Eric James Mellon
Pour les articles homonymes, voir Mellon.
Eric James Mellon né le 30 novembre 1925 et mort à Chichester le 14 janvier 2014 est un peintre, graveur et céramiste britannique.

## Biographie

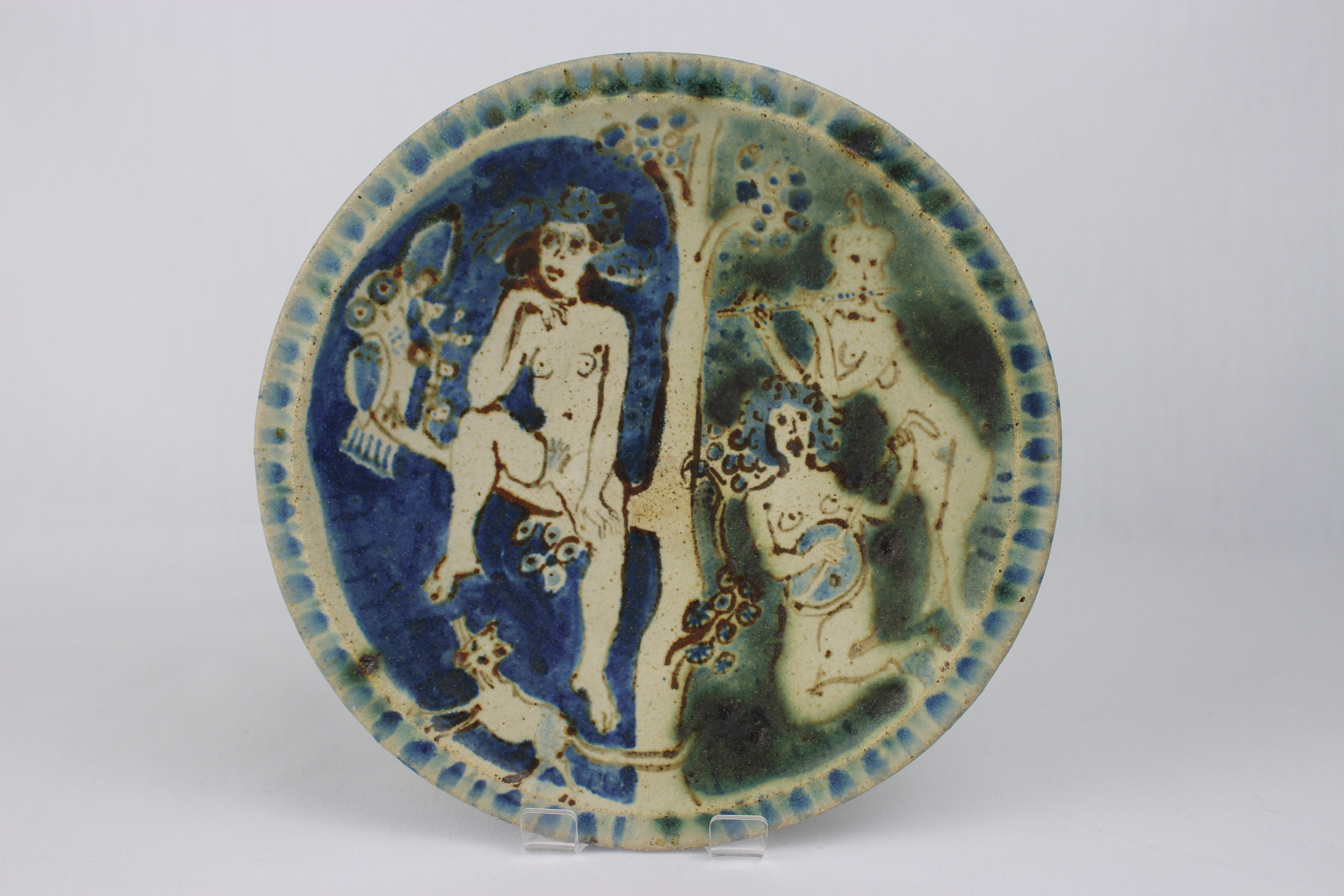
Bol (1978), faïence, York Art Gallery.

Eric James Mellon naît le 30 novembre 1925.
Il étudie la céramique à Londres à la Central School (aujourd'hui Central Saint Martins College of Art and Design).
En 1958, il devient un membre fondateur de la Craft Potters Association (en).
Ses céramiques ainsi que ses peintures et ses estampes sont exposées en Grande-Bretagne, en Irlande, en Autriche, en Allemagne, en France, aux Pays-Bas, aux États-Unis et au Japon. Sa dernière exposition a lieu au musée Ariana à Genève en 2012. 
Marié avec la peintre Martina Thomas qui meurt en 1995, ils eurent un fils et une fille. 
Il meurt à Chichester le 14 janvier 2014.